# بیرچگروو، نیو ساوت ولز
بیرچگروو (به انگلیسی: Birchgrove) یک حومه شهر در استرالیا است که در نیو ساوت ولز واقع شده‌است.